# Pimpinella wallichii
Pimpinella wallichii är en flockblommig växtart som beskrevs av Charles Baron Clarke. Pimpinella wallichii ingår i släktet bockrötter, och familjen flockblommiga växter. Inga underarter finns listade i Catalogue of Life.